# Вагінопластика

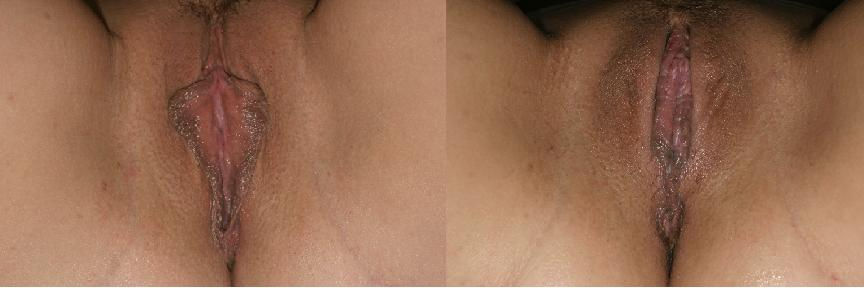
Невідновлювальна вагінопластика або «вагінальне омолодження» з лабіопластикою

Вагінопла́стика, або кольпопла́стика — пластична операція на вагіні чи вульві. Проводиться жінкам, які пошкодили при пологах промежину чи вульву, або з метою відновлення чи поліпшення можливості отримувати сексуальне задоволення.

## Показання
Медичним показанням для проведення операції є опущення і випадання матки та вагінальних стінок. Операція може бути рекомендована лікарем при нетриманні сечі і при порушенні процесу дефекації. Може також проводитися за бажанням жінки з метою фізіологічних та/або косметичних змін. Фемінізаційна вагінопластика може бути проведена трансґендерним жінкам(MtF-транссексуалам).

## Види

### Задня кольпорафія
«Задня кольпорафія» повертає вагіні еластичність і бажані розміри. При операції видаляється клиноподібна ділянка слизової в задній частині вагіни. При цьому відбувається зближення м'язів цієї ж області. Тканини стягуються, що дає зменшення розміру вагінального отвору. Розріз проводиться по слизовій оболонці, шрамів зазвичай не залишається. Операція вважається нескладною, її роблять під перидуральною анестезією в поєднанні з медикаментозним сном.
Лабіопластика (Labiaplasty): Цей вид вагінопластики спрямований на корекцію розміру або форми великих та/або малих полових губ для досягнення естетичного чи функціонального поліпшення.
Гінекологічна реконструкція (Gynecological Reconstruction): У випадках, коли вагінопластика необхідна внаслідок вроджених аномалій, травм або інших медичних проблем, може здійснюватися гінекологічна реконструкція.
Трансгендерна вагінопластика: Для трансгендерних жінок, які бажають мати вагіну, вагінопластика може використовуватися для створення вагіни та суміжних структур

### Фемінізаційна вагінопластика
Проводиться при зміні статі — у цьому випадку являє собою трансформацію чоловічих геніталій, щоб вони візуально нагадували жіночі.